# 11. Flak-Division
A 11. Flak-Division (em português: Décima primeira Divisão Antiaérea) foi uma divisão de defesa antiaérea da Luftwaffe durante a Alemanha Nazi, que prestou serviço na Segunda Guerra Mundial. Foi criada a partir do Luftverteidigungskommando 11.

## Comandantes
- Helmut Richter - (1 de setembro de 1941 - 31 de outubro de 1943)[2]
- Erich Kressmann - (1 de novembro de 1943 - março de 1944)[2]
- Oskar Kraemer - (agosto 1944 - 8 de maio de 1945)[2]